# Johnny Douglas
John William Henry Tyler Douglas, mais conhecido como Johnny Douglas (3 de setembro de 1882 – 19 de dezembro de 1930), foi um jogador de críquete e boxeador britânico, campeão olímpico.

## Carreira
Douglas começou a lutar boxe ainda estudante e, em 1905, venceu o Campeonato Amador como peso médio. Ele conquistou a medalha de ouro nos Jogos Olímpicos de Verão de 1908 em Londres, após derrotar o australiano Snowy Baker em sua categoria e consagrar-se campeão.
Ele jogou pela Seleção Inglesa de Críquete antes e depois da Primeira Guerra Mundial. Douglas foi nomeado o Jogador de Críquete do Ano em 1915, mas os jogos foram suspensos durante os anos de guerra. Ele foi o capitão da Inglaterra em mais uma partida de teste, contra a África do Sul em julho de 1924, e jogou seu teste final na turnê da Inglaterra de 1924/25 pela Austrália.